# دون سبنسر (مغن مؤلف)
دون سبنسر (بالإنجليزية: Don Spencer) هو مغن مؤلف أسترالي، ولد في 22 مارس 1941 في تامورث في أستراليا.

## وصلات خارجية
- دون سبنسر على موقع IMDb (الإنجليزية)
- دون سبنسر على موقع ميوزك برينز (الإنجليزية)
- دون سبنسر على موقع ديسكوغز (الإنجليزية)